# Križanje
 Ovo je glavno značenje pojma Križanje. Za druga značenja pogledajte Križanje (razdvojba).
Križanje ili znamenovanje je simbolična gesta, koju izražavaju pripadnici kršćanskih Crkava za blagoslivljanje, kao čin vjere i iskazivanje pripadnosti kršćanstvu. 
Prilikom križanja, vjernici govore na glas ili u sebi kratku molitvu: "U ime Oca i Sina i Duha Svetoga. Amen". (lat.: "In nomine Patris, et Filii, et Spiritus Sancti. Amen"). Križanje predstavlja križ na Kalvariji i Isusovo trpljenje.
U zapadnom kršćanstvu, najčešće je križanje desnom rukom. Dotiče se prvo čelo pa prsni koš, lijevo i na kraju desno rame. Koriste se svih pet prstiju, koji simboliziraju pet Isusovih rana (dvije rane kroz šake prilikom razapinjanja, dvije kroz probodene noge i proboden bok kopljem). Postoji i poseban oblik križanja prije čitanja Evanđelja na Svetoj Misi. Tada vjernici palcem desne ruke načine znak križa na svom čelu, usnama i srcu što simbolički znači: "Neka mi Kristove riječi budu u mislima, na usnama i u srcu."
Istočni kršćani križaju se s tri prsta: palcem, kažiprstom i srednjim prstom koji simboliziraju Presveto Trojstvo: Boga Oca, Sina i Duha Svetoga. Redoslijed križanja je isti kao i kod drugih kršćana, dotiče se čelo, prsni koš, desno pa lijevo rame.
Neke protestantske Crkve ne poznaju križanje, ali koriste molitvu: "U ime Oca i Sina i Duha Svetoga". U većini protestantskih Crkvi križanje je kao i u Katoličkoj Crkvi. 
Povijest križanja seže barem od vremena Tertulijana, ranocrkvenog oca, koji je napisao: "Na svim našim putovanjima i kretanjima, na svakom našem ulasku i izlasku, prilikom obuvanja, kupanja, za stolom, pri paljenju svijeća, lijeganju, sjedanju, u svakome poslu koji nas zaokuplja, radimo znak križa na našem čelu." Dakle, križalo se prvotno palcem na čelu a s vremenom, ne zna se točno kada, ali sigurno prije desetog stoljeća, razvilo se u križanje kakvo je uobičajeno danas, od ramena do ramena i od čela prema dolje.